# Modelarstwo zapałczane

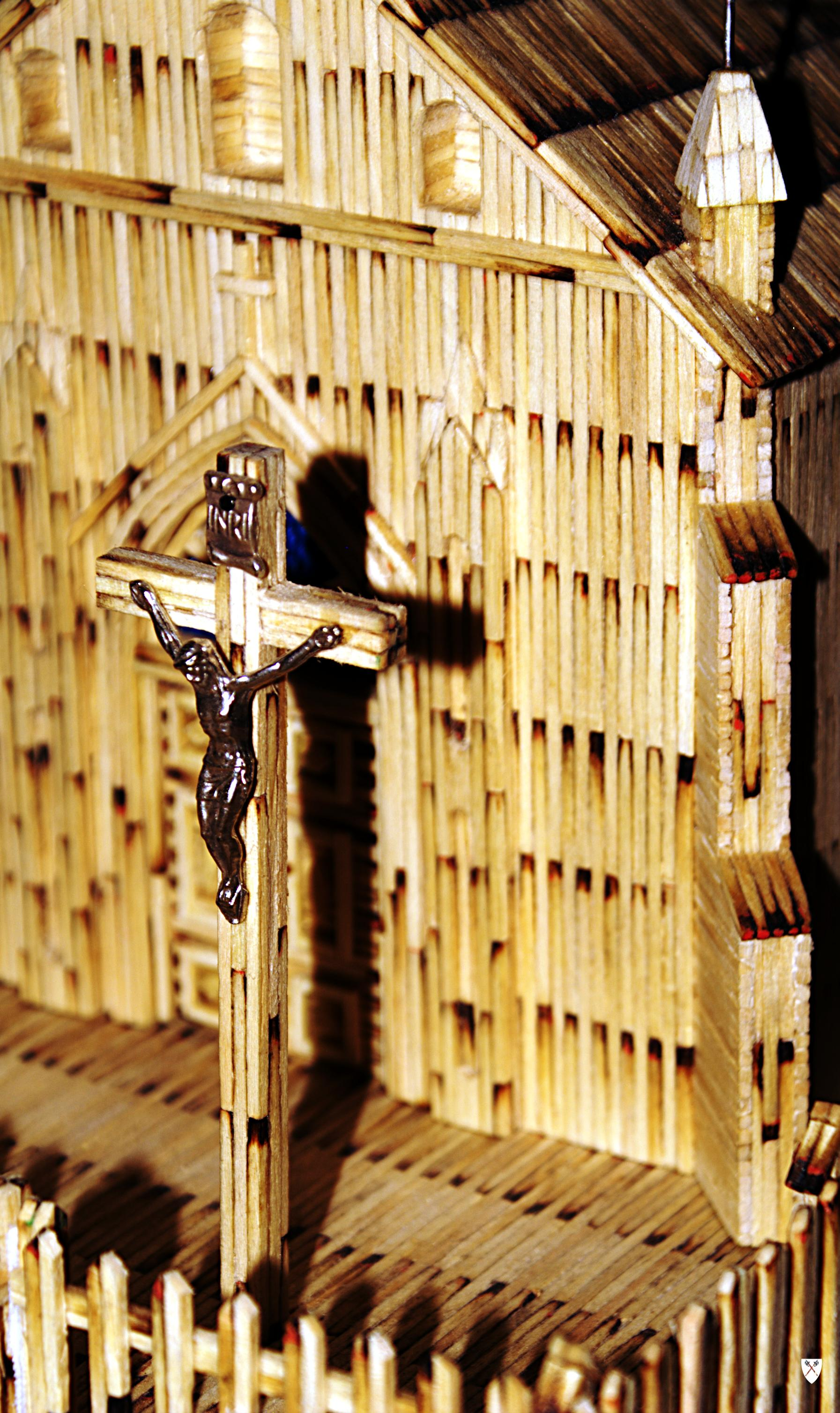

Modelarstwo zapałczane – rodzaj modelarstwa, w którym głównym materiałem służącym do budowy modeli są zapałki. Wykorzystuje się także patyki do szaszłyków, karton, listewki drewniane itp. Najczęściej spoiwem są kleje do drewna typu Wikol. Profesjonaliści używają także klejów polimerowych. 
Oprócz samodzielnie zaprojektowanych konstrukcji modelarze mogą składać także budowle z gotowych zestawów dostępnych w sklepach. Z takich zaopatrzonych w plany zestawów stworzyć można pomniejszone wersje katedr, mostów, pociągów i znanych budowli, np. wieżę Eiffla. Najczęściej z zapałek buduje się: domki, kościoły, katedry, wieże, zamki, mosty, wiatraki, samochody, samoloty, statki, pociągi, stadiony.
Nie są organizowane żadne oficjalne konkursy ani zloty modelarzy zapałczanych. Jedyne na świecie muzeum tego typu modelarstwa znajduje się w Stanach Zjednoczonych w niewielkiej miejscowości Gladbrook. Można w nim zobaczyć dzieła modelarza Pata Actona. Wśród eksponatów znajdują się m.in.: Kapitol Stanów Zjednoczonych, katedra Notre-Dame oraz szkoła Hogwart. W Polsce w Muzeum Górnictwa Węglowego w Zabrzu jest czasowa wystawa modeli głównie budowli Zabrza pochodzących z Muzeum Produkcji Zapałek w Częstochowie. Modele wykonali: Oswald Górecki, Stanisław Haręska i Anatol Karoń.

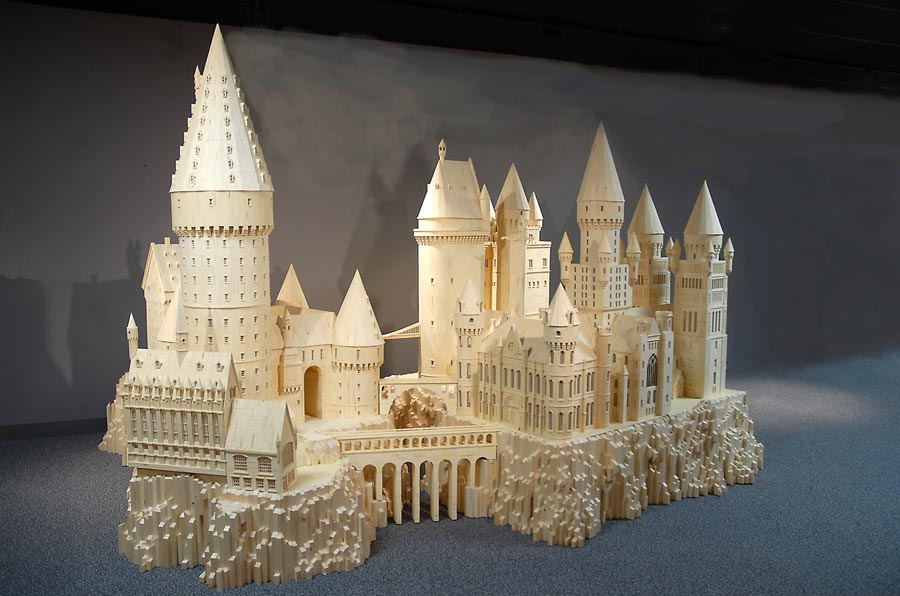
Szkoła Hogwart
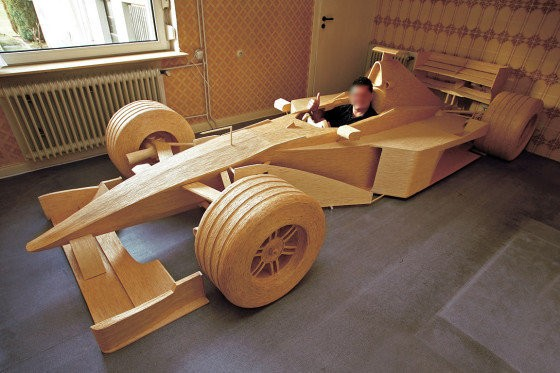
Bolid Formuły 1 w skali 1:1
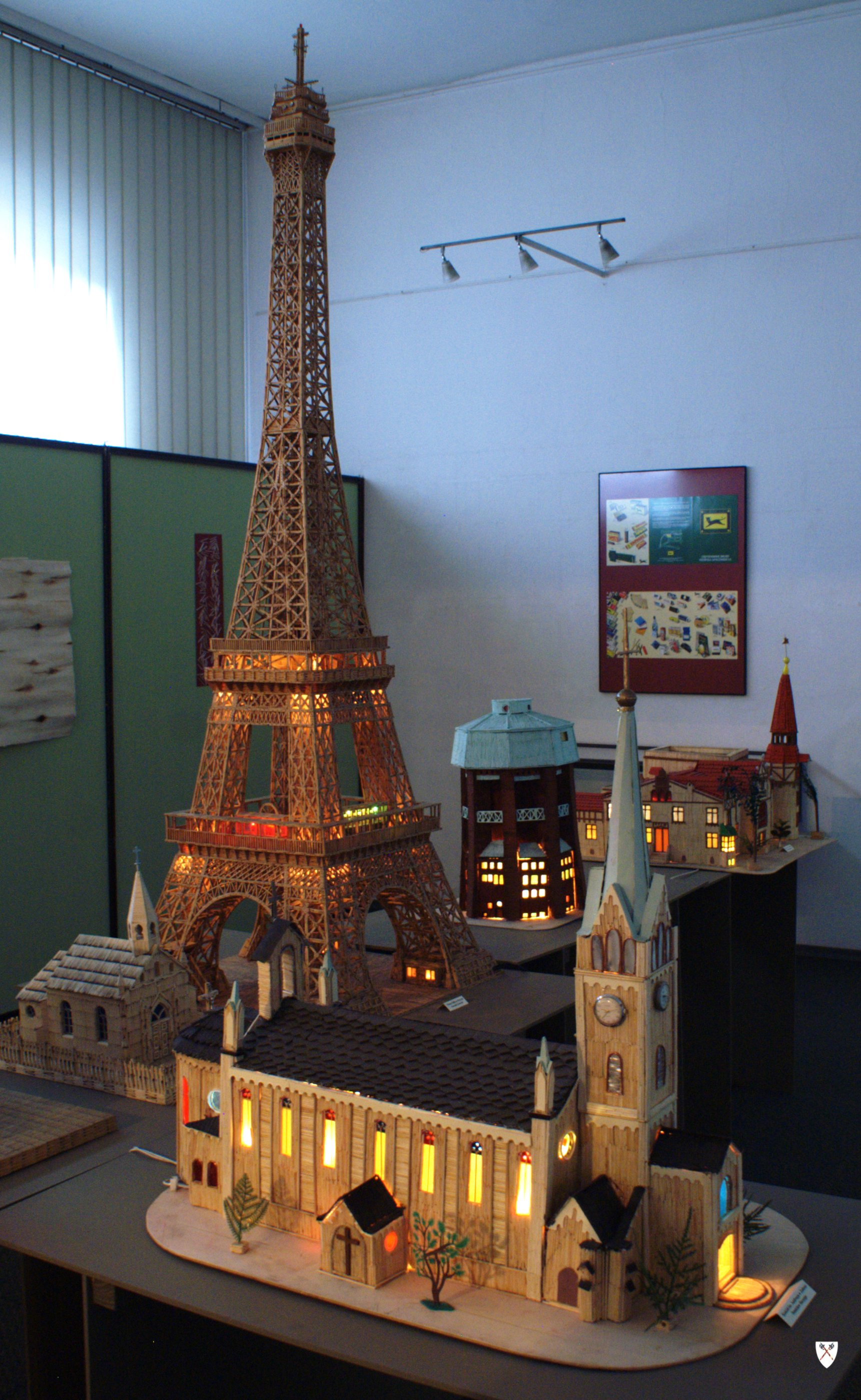
Wystawa "Zapaleńcy" w Muzeum Górnictwa Węglowego w Zabrzu.